# Фьядльсаурлоун
Фьядльсаурлоун (исл. Fjallsárlón) — ледниковое озеро около южного края ледника Ватнайёкюдль в Исландии, регион Эйстюрланд. Площадь — 4 км².
В озеро впадает небольшая речка, вытекающая из озера Брейдаурлоун, а также ледник Фьядльсйёкюдль. Он расположен на территории национального парка Ватнайёкюдль. Выше виден вулкан Эрайвайёкюдль. Западнее находится ледниковое озеро Йёкюльсаурлоун.